# Rivalidade Pelé–Maradona

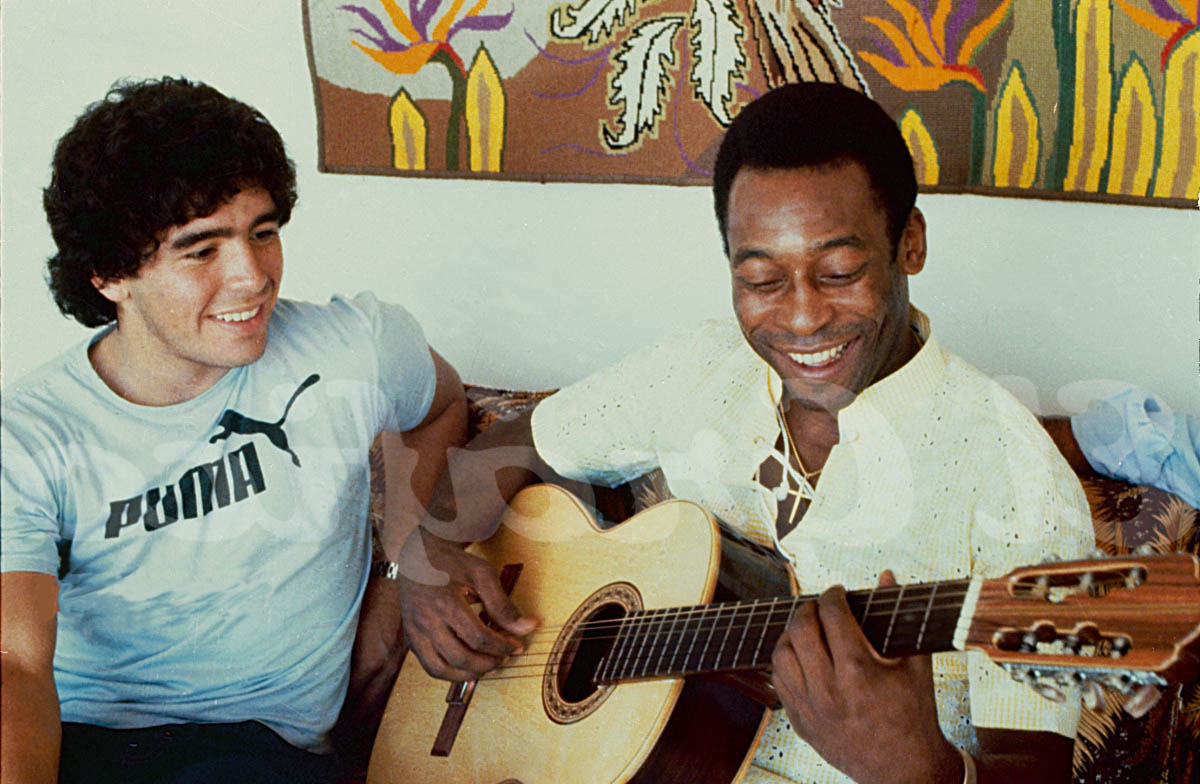
Diego Maradona e Pelé em uma resenha agendada pela revista El Gráfico, em 1979.

A rivalidade entre Pelé e Maradona trata-se de uma rivalidade futebolística envolvendo os ex-jogadores Pelé e Diego Maradona, impulsionada pelas torcidas brasileira e argentina. Embora os dois nunca tenham se enfrentado em campo, esta rivalidade ganhou enormes proporções por conta da rivalidade entre o Brasil e a Argentina no futebol. Pelo lado argentino, os torcedores exaltam Maradona frente a Pelé no cântico "Brasil, decime qué se siente" (onde gritam aos quatro cantos que "Maradona es más grande que Pelé"), e pelo lado brasileiro a exaltação a Pelé nos cânticos de "Mil gols, só Pelé" (onde zombam de Maradona, ao afirmarem que Pelé sozinho tem mais mundiais que a Argentina). Por conta disso, animosidade entre Pelé e Maradona é tratada como "a rivalidade de seus países no microcosmo".
Entre os jogadores de elite que os torcedores do futebol consideram como "melhor jogador de todos os tempos", o brasileiro Pelé e o argentino Diego Maradona são provavelmente os que mais tem defensores e argumentos a favor, e por isso geralmente dominam as pesquisas sobre o assunto. Famosas personalidades do futebol costumam opinar sobre um ou outro, com muitos elegendo o brasileiro, e outros tantos o argentino. Por isso, talvez uma das comparações mais confiáveis disponíveis seja aquela feita pelos vencedores da Bola de Ouro (eleitos desde 1956 por eleitores de vários países, e indiscutivelmente os maiores para valorizar adequadamente os dois jogadores). Pelé foi eleito o Melhor Jogador do Século pelos vencedores da Bola de Ouro e Maradona foi o vice-campeão.
No entanto, a discussão predominante sobre se Pelé ou Maradona é o melhor parece não ter fim. Embora a maioria considere a ambos os melhores jogadores de sua geração, muitos consideram inútil e difícil a comparação entre eles, visto que jogaram em épocas incomparáveis e em diferentes ligas. Pelé, por exemplo, jogou em uma época com poucas transmissões televisivas. Só para se ter uma ideia, enquanto o golaço de Maradona contra a Inglaterra, considerado o Gol do Século pela FIFA foi visto e revisto em todo o mundo, ao vivo e em cores, pouca gente testemunhou o Gol que valeu uma placa no Maracanã marcado por Pelé em 1961.

## Histórico
Em 1979, Diego Maradona, ainda uma promessa, revelou a um jornalista que tinha o sonho de conhecer Pelé. Até a Copa do Mundo FIFA de 1982, o argentino rejeitava as comparações: "Cada um tem o seu jeito, sua individualidade. O Pelé foi o maior jogador que já vi atuar. É insuperável", revelou, à época.
A primeira rixa entre os dois provavelmente ocorreu durante a Copa de 1982. À época, Pelé, como comentarista, criticou o desempenho de Maradona na partida contra o Brasil, na qual foi expulso. Depois da Copa do Mundo FIFA de 1986, quando de fato Maradona passou a ser comparado com Pelé, o brasileiro afirmou que as comparações não faziam sentido porque o argentino só fazia gol de esquerda, não de direita ou de cabeça, e que o gol mais importante da carreira do rival foi com a mão.
Conforme o sociólogo e professor da Universidade do Estado do Rio de Janeiro, Ronaldo George Helal, que estudou a cobertura da imprensa portenha das Copas do Mundo de 1970 a 2006, essa rivalidade, porém, não existia na imprensa esportiva argentina, pelo menos até 1998. Segundo ele, "na imprensa argentina, o Pelé era tratado indiscutivelmente como o maior da história e Maradona como seu herdeiro". Ele cita como exemplo o fato de que, em 1990, Pelé foi colunista do Diario Clarín durante a Copa daquele ano, e o brasileiro era apresentado pelo jornal argentino como "aquele que foi o melhor da história do futebol".
Em 1995, Pelé tentou trazer Maradona para o Santos, por meio de sua empresa "Pelé Sports & Marketing". Maradona, na época, estava impedido de jogar pela FIFA, em razão de ter sido pego no antidoping na Copa do Mundo de 1994, faltando ainda quatro meses para o fim da punição. Segundo Pelé, na época Ministro dos Esportes, a negociação chegou a ser discutida com Carlos Menem, então presidente da Argentina. Maradona chegou a ir a Santos, mas os altos custos da transação acabaram impedindo o negócio.
Entre 1999, Maradona alegou que Pelé teria tido uma relação homossexual com um dos seus treinadores. Em uma das biografias de Pelé, é dito que ele optou por não responder a Maradona em respeito a saúde do argentino. Em 2000, Maradona lançou sua biografia Yo soy el Diego. Nela, Maradona colocou Pelé como número um em sua lista dos cem maiores jogadores de todos os tempos; acusou Pelé, no entanto, de ter deixado Garrincha "morrer na ruína". Segundo Maradona, Pelé deveria ter presidido "alguma associação que defenda os direitos dos jogadores", em suas palavras; sobre a relação de ambos, afirmou: "Nós tínhamos muitas discordâncias; quando nos encontrávamos, saía faísca".
No final de 2000, a FIFA promoveu um evento para escolher melhor jogador do século XX. Maradona venceu a enquete eletrônica por larga margem, com 53.6% dos votos contra 18.53% de Pelé. A forma de escolha pela FIFA foi criticada por alguns, que apontaram que a votação favorecia a participação de um público mais jovem, que vira Maradona jogar, mas não Pelé. Em razão disso, a organização então nomeou o comitê "Família do Futebol" de membros da FIFA para decidir o vencedor do prêmio juntamente com os votos dos leitores de sua revista. O comitê escolheu Pelé. Como Maradona ganhou a enquete na internet, foi decidido que os dois deveriam compartilhar o prêmio. Ao saber do ocorrido, Maradona recusou-se a subir ao palco com Pelé, afirmando que não dividiria o prêmio com esse, já que "as pessoas votaram em mim", em suas próprias palavras.
Em 2005, Pelé foi o primeiro convidado do programa La Noche del 10, apresentado por Maradona. Ao apresentar Pelé, Maradona anunciou o encontro do "Rei na noite do Deus" - em referência ao apelido que ambos ficaram conhecidos. No programa, Pelé e Maradona conversaram sobre drogas, com Maradona abordando sua dependência química e Pelé falando de seu filho Edson Cholbi Nascimento, que fora preso por associação ao tráfico de drogas. Os ex-jogadores trocaram ainda passes de cabeça, elogios e abraços.
Em 2020, após a morte de Maradona, Pelé afirmou que perdera "um grande amigo".

## Comparativo entre ambos

### Valências físicas
Pelé tinha o biotipo ideal para a prática do futebol, o que lhe permitia alcançar a perfeição em todos os fundamentos: chute com o pé direito, chute com o pé esquerdo, dribles, lançamentos, cabeceio.
Já Maradona tinha um físico compacto e com suas pernas fortes, baixo centro de gravidade e equilíbrio resultante, ele podia suportar bem a pressão física enquanto corria com a bola, apesar de sua pequena estatura, enquanto sua aceleração, pés rápidos e agilidade, combinados com suas habilidades de drible e controle próximo da bola em velocidade, permitiram que ele mudasse de direção rapidamente, tornando-o difícil para os adversários se defenderem. Por outro lado, sua falta de força e precisão nos chutes com o pé direito e a pouca impulsão – prejudicada pela baixa estatura (1,66 metro) – evidenciavam que o argentino não era completo em todos os fundamentos.

### Argumentos comparativos
| Pelé | Maradona |
| --- | --- |
| - Ganhou muito mais títulos na carreira e tem 2 títulos mundiais a mais que Maradona - Foi duas vezes campeão mundial de clubes - Fez 3 vezes mais gols que o argentino | - Conduziu a conquistas inéditas times medianos que nunca haviam ganhado nada, como o Argentinos Jrs. e o Napoli - Sua atuação em 1986 é considerada a Melhor atuação individual de um jogador em uma Copa. Respaldado inclusive por números - Foi um dos melhores jogadores da história do Campeonato Italiano, um dos mais difíceis do mundo |

### Comparativo por prêmios conquistados
Pelé recebeu o título de "Atleta do Século" pelo Comitê Olímpico Internacional. Em 1999, a revista Time elegeu Pelé como uma das 100 Pessoas Mais Importantes do Século 20. Além disso, ele foi eleito Jogador de Futebol do Século pela FIFA no voto dos especialistas, Jogador de Futebol do Século, pela Federação Internacional de História e Estatística do Futebol IFFHS, 1999, Jogador de Futebol da América do Sul, pela Federação Internacional de IFFHS de História e Estatísticas do Futebol. Os 1281 gols de Pelé são reconhecidos pela FIFA como o maior total alcançado por um jogador profissional de futebol, embora a Soccer Statistic Foundation (rssf) reconheça apenas 767 gols na modalidade oficial, ocupando a terceira colocação, atrás de Josef Bican (805) e Romário (772).
Por sua vez, Maradona foi eleito o melhor jogador de futebol da história da Copa do Mundo tanto pelo jornal The Times quanto pela revista FourFourTwo, publicação que também o premiou como o "Melhor Jogador de Futebol de Todos os Tempos". Ele também foi eleito o "Maior Atleta da História" pelo Corriere dello Sport - Stadio.

### Patrimônio
De acordo com o Metrópoles, estima-se que Maradona tenha deixado fortuna de R$ 257 milhões para os seus herdeiros. Já o O Estado de S. Paulo estimou que Pelé deixou fortuna de R$ 78 milhões para os seus herdeiros.